# Parafia św. Antoniego Padewskiego w Lesznie
Parafia pw. św. Antoniego Padewskiego w Lesznie – parafia rzymskokatolicka przynależąca do dekanatu leszczyńskiego archidiecezji poznańskiej. Terytorialnie obejmuje wschodnią część Leszna. Erygowana dekretem abpa Jerzego Stroby 30 czerwca 1990, przy kościele pod tym samym wezwaniem. Liczy ponad 11 tys. wiernych.

## Historia
Rozbudowa Leszna w latach siedemdziesiątych i osiemdziesiątych XX wieku stała się pretekstem do podjęcia starań o utworzenie nowej parafii dla wiernych zamieszkujących zachodnie dzielnice miasta. Zgoda na budowę kościoła została wydana przez wojewodę leszczyńskiego w styczniu 1981 roku. Nowy budynek sakralny miał zostać wzniesiony przy ul. Kąkolewskiej w pobliżu istniejącego cmentarza parafialnego. Pierwszym organizatorem nowej parafii oraz inicjatorem budowy kościoła był ks. kan. Kazimierz Pietrzak, ówczesny proboszcz parafii św. Jana w Lesznie. W 1983 roku dokonano poświęcenia oraz wmurowania kamienia węgielnego. 13 czerwca 1990 roku uroczyście poświęcono nowy kościół, natomiast sama parafia została powołana do istnienia 30 czerwca 1990 r. Jej pierwszym proboszczem został ks. kan. Eugeniusz Grocki. Po śmierci ks. Grockiego proboszczem był ks. Maciej Grześ. W 2018 r. następcą ks. Macieja Grzesia został ks. Krzysztof Kaczmarek. 

## Proboszczowie
- 1990–2003: ks. kan. Eugeniusz Grocki (zm. 24 grudnia 2003)
- 2004–2018: ks. Maciej Grześ
- od 2018: ks. Krzysztof Kaczmarek

## Zasięg parafii
- Leszno:
  - ulice:  Armii Krajowej, Belgijskiej, Borowikowej, Bułgarskiej, Choinkowej, Czechosłowackiej, Duńskiej, Francuskiej, Grunwaldzkiej (nr. parzyste 68-126), Grzybowej, Holenderskiej, Hiszpańskiej, Iglastej, Jana Pawła II (nr. 7, 9, 11), Jasnej, Kameruńskiej, Kąkolewskiej, Krzywej, Kubańskiej, Kurkowej, Kwiatowej, Litewskiej, ks. Sylwestra Marciniaka, Niepodległości (nr. parzyste od 64, nr. nieparzyste od 73), Niemieckiej, Norweskiej, Osieckiej, Jana Ostroroga, 21 Października, Rumuńskiej, Rydzowej, Słonecznej, Studziennej, Szwedzkiej, Szyszkowej, Unii Europejskiej, Węgierskiej, Wierzbowej, Żurawinowej.
  - osiedla: Ogrody, Wieniawa
- Karczma Borowa